# Imam-Husain-Schrein

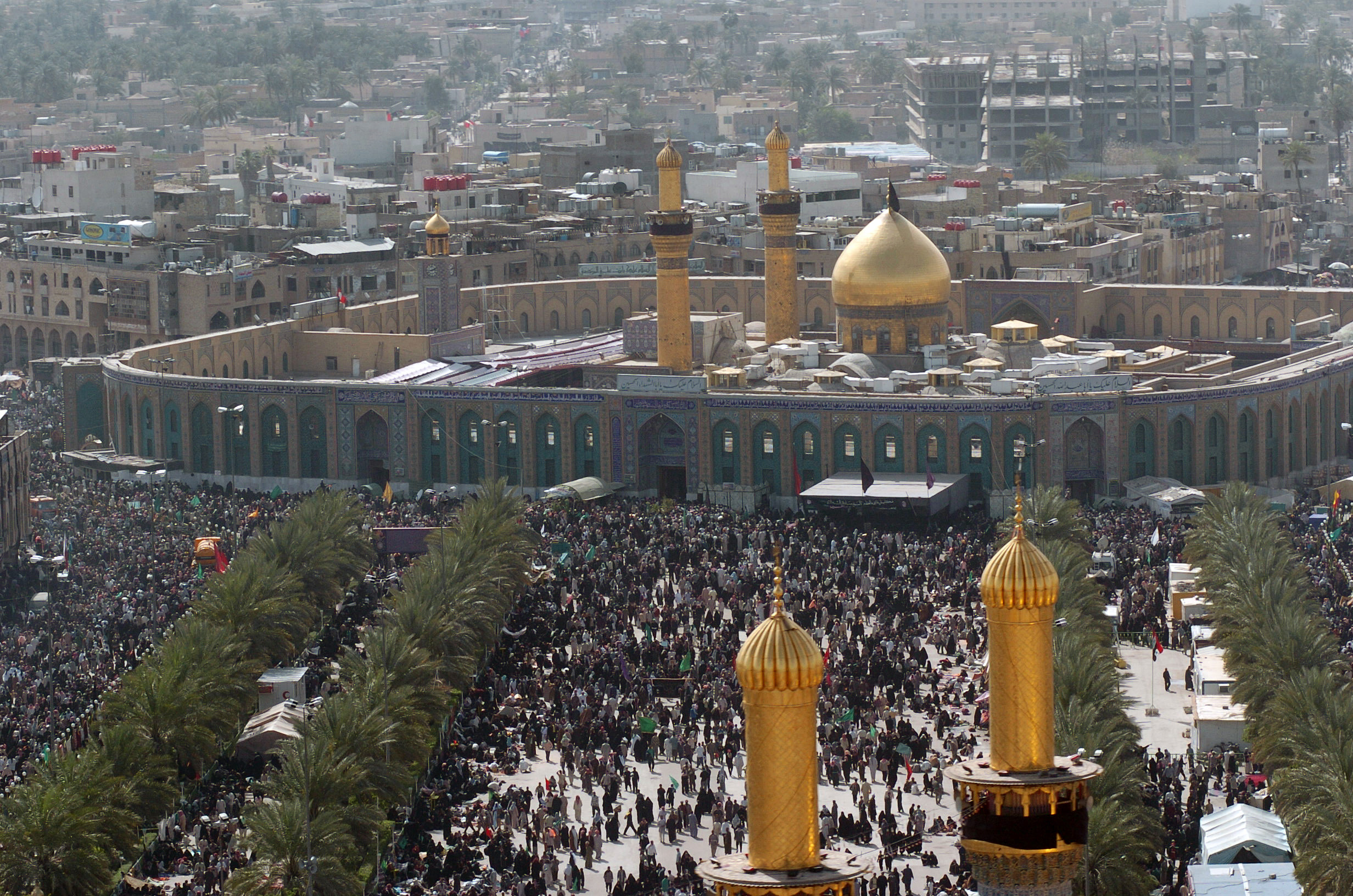
Der Imam-Husain-Schrein in Kerbela, Irak

Der Imam-Husain-Schrein (arabisch مقام الامام الحسين) ist eine heilige Stätte des schiitischen Islams in der Stadt Kerbela, Irak. Sie steht neben dem Grab von Husain ibn ʿAlī, dem zweiten Enkel Mohammeds, in der Nähe des Ortes, wo er in der Schlacht von Kerbela im Jahr 680 starb.

## Das Mausoleum Hussain ibn Alis
Die erste Kuppel ist 27 Meter hoch und vollständig mit Gold bedeckt. Im Erdgeschoss ist das Mausoleum von zwölf Fenstern umgeben, jedes in einem Abstand von 1,25 Metern (Innenmaß) bzw. 1,30 Metern (Außenmaß) vom nächsten.
Das Mausoleum hat einen Grundriss von 59 Metern Breite und 75 Metern Länge mit zehn Eingängen und etwa 65 Räumen. Es ist innen und außen reich dekoriert. Die Räume werden als Seminarräume genutzt. Des Weiteren werden sie für Live-Übertragungen des Senders Kerbela TV verwendet, der täglich alle Aktivitäten per Satellit überträgt.
Im Jahr 2010 (1432 AH) haben zu al-Arba'un 14,1 Millionen Menschen den Schrein betreten.